# Coloquinta
La coloquinta (Citrullus colocynthis) és una herba perenne de la família de les cucurbitàcies, que té una polpa esponjosa i molt amarga usada com a purgant.

## Ecologia
La coloquinta és una planta nadiua de les àrees seques del nord d'Àfrica, i és comuna per tot el Sàhara, zones del Marroc, Egipte i el Sudan, i s'expandeix per tot l'Iran fins a l'Índia i altres parts de l'Àsia tropical. Ha estat coneguda des de temps bíblics i cultivada en la regió mediterrània, especialment a Xipre i l'Índia per molt de temps. Va ser introduïda a la península Ibèrica pels àrabs.
És una planta rural que viu als camps, cultius, vorals... Suporta condicions de forta sequera i un cert grau de salinitat. La coloquinta tolera precipitacions anuals des de 3,8 fins a 42,9 litres, temperatures anuals des de 14,8 fins a 27,8 °C i ph de 5,0 a 7,8.

## Morfologia
La coloquinta és una planta herbàcia, amb els brots tombats, d'1-2 metres de longitud. És una planta perenne. La tija és de consistència herbàcia, però ferma, epigea i pubescent (amb pèls). Té capacitat de grimpar gràcies a un circells helicoidals opositifolis ramificats. Normalment, aquests circells neixen lateralment a les axil·les de les fulles. Les fulles fan de 5 a 12 cm. Són alternades, peciolades, profundament pinnatífides, dividides i subdividides ens grills i lòbuls amb el marge ondulat, mucronats i sense estípules. Són de color verd, coriàcies i amb pèls al marge. Les flors neixen a les trobades de les fulles. Són unisexuals, relativament petites i de color groc-verdós. Són actinomorfes, pentàmeres, molt vistoses i solitàries. El periant és doble i sol estar integrat en cada verticil per 5 peces; les de la corol·la estan soldades parcialment. Les flors masculines presenten un androceu polimorf, ja que si bé en general està integrat per 5 estams lliures, són possibles altres combinacions. Les flors femenines mostren un gineceu ínfer, integrat generalment per 3-4 carpels fusionats en un ovari unilocular que es prolonga en un o diversos estils. Al seu interior, s'ubiquen molts primordis seminals i 3 estigmes. El fruit és com una taronja, de closca endurida i groguenca quan arriba a la maduresa. Fa de 4 a 10 cm de diàmetre. La carn dels fruits madurs és seca, esponjosa, d'extremada lleugeresa, blanca-groguenca i molt amarga. La pol·linització, la duen a terme els insectes i després de la fecundació de les flors s'origina el fruit, el qual és una baia carnosa amb moltes llavors. Les llavors solen ser grans i aplanades, sense endosperma i presenten cotiledons molt desenvolupats i amb reserves oleaginoses.

## Composició química
La polpa esponjosa de la coloquinta conté el glucòsid colocintina, al qual se li atribueix l'activitat farmacològica d'aquesta planta. Quan es descompon aquest glucòsid dona elaterina, continguda també en un principi resinós d'aquest fruit. Les llavors, riques en oli (fins al 50%) són inactives.
La droga activa conté resines insolubles en èters, fitosterols, altres glucòsids, pectines i albúmina. La substància amarga és la colocintina i la colocintetina. Les arrels contenen elaterina, hentriacontanina i saponines.
L'oli conté oleic, linoleic, myristic, palmític i àcids estèrics.
Les llavors contenen fitoesterolina, 2 fitosterols, 2 hidrocarbons, una saponina, un alcaloide, un polisacàrid o glucòsid i tanina.

## Accions farmacològiques
És un fort purgant i permet alliberar l'intestí de l'estrenyiment. És un bon purificant de la sang. S'empra contra malalties causades per mossegada de serp i d'escorpí. També és útil per a erradicar tumors d'estómac o del tracte gastrointestinal. Estimula el fetge i regula les secrecions biliars. Un altre ús és l'extirpació de berrugues. És un bon remei contra l'ascites i contra els trastorns menstruals. També és un pal·liador del dolor provocat per l'artritis. La coloquinta també estimula els ronyons, per tant regula el tracte urinari.

## Usos medicinals
La seva polpa seca s'utilitza en diverses formes. Pot emprar-se en forma de pols o bé en forma de pasta.
El seu ús principal és el relacionat amb tumors, úlceres i creixement cancerós. Elimina teixits cancerosos.
També és un fort purgant, de manera que s'usa per al tractament de l'estrenyiment.
Un altre ús de la coloquinta no medicinal és com a repel·lent de l'arna per la seva fragància.

## Toxicitat
La toxicitat es troba en els fruits, que presenten uns principis tòxics que a petites dosis tenen propietats purgants.
Calen uns pocs centigrams per a produir el seu efecte dràstic. Com a dosi màxima per presa es donen 30 cg i per dia 1g. Aquestes dosis són notablement altes, perquè són capaces de produir dolorosos còlics i evacuacions sanguinolentes. A més a més, congestionen els òrgans del baix ventre, sobretot l'úter. Les dones embarassades no poden prendre aquest purgant perquè produeix l'avortament del nadó. Tampoc han de prendre'n els qui pateixen malalties renals, puix que congestiona els ronyons. La dosi mortal és de 2-5 grams.